# هفته آگاهی‌رسانی تراجنسیتی
هفته آگاهی تراجنسیتی که از ۱۳ نوامبر تا ۱۹ نوامبر برگزار می‌شود، یک جشن یک هفته‌ای منتهی به روز یادبود تراجنسیتی است که به یادبود قربانیان خشونت ترنس هراسی اختصاص دارد. روز یادبود سالانه در ۲۰ نوامبر گرامی داشته می‌شود و در این روز حامیان تراجنسیتی از طریق آگاهی‌افزایی، آموزش و فعالیت‌های حمایتی، آگاهی جامعه تراجنسیتی را افزایش می‌دهند.
هفته اول نوامبر معمولاً با میزبانی رویدادها در مکان‌هایی (از جمله فضاهای برخط) در اطراف یک محل مرکزی آغاز می‌شود و هفته دوم رویدادها به مکان‌های بیشتری منتقل می‌شود. هدف از هفته آگاهی ترنسجندرها آموزش در مورد افراد تراجنسیتی یا با جنسیت‌ناسازگار و مسائل مرتبط با گذار یا هویت آنها است.

## تاریخچه
- ۱۹۵۲: کریستینه یورگنسن در رسانه‌های ملی آمریکا نمایش داده شد - برای اولین بار به تعداد زیادی از مردم دسترسی به اطلاعات مربوط به مسائل تراجنسیتی را پیدا کردند زیرا او اولین آمریکایی بود که به‌طور عمومی تحت عمل جراحی تغییر جنسیت قرار گرفت.
- ۱۹۵۴: خبر اولین زن ترنس شناخته شده بریتانیایی، روبرتا کاول، منتشر شد و مورد توجه عمومی در سراسر جهان قرار گرفت.
- ۱۹۶۴: رید اریکسون، مرد ترنس آمریکایی، بنیاد آموزشی اریکسون را ایجاد می‌کند - اولین بنیادی که میلیون‌ها دلار برای ترویج برابری ترنس‌ها و همجنس‌گرایان اهدا کرد.
- ۱۹۷۲: سوئد تغییر جنسیت را قانونی کرد - اولین کشوری که به‌طور قانونی به شهروندان اجازه تغییر جنسیت را داد.
- ۱۹۷۵: کلینیک دیسفوریای جنسیتی در بیمارستان ملکه ویکتوریای ملبورن توسط ترودی کندی و هربرت بوئر تأسیس شد.
- ۱۹۷۹: اولین سازمان‌های حمایت از حقوق تراجنسیتی‌ها در استرالیا تأسیس شد.
- ۱۹۷۹: A Change of Sex، مستند بی‌بی‌سی در مورد جولیا گرانت، تراجنسیتی مرد به زن.
- ۱۹۸۶: لو سالیوان اولین گروه حمایت از مردان تراجنسیتی، FTM International را تأسیس کرد. هدف این گروه این بود که این ایده رایج که همه مردان ترنس قبل از تبدیل شدن به مردان، لزبین بودند را به چالش بکشد.
- ۱۹۹۸: قتل ریتا هستر. او در ۲۸ نوامبر به دلیل هویت جنسیتی به قتل رسید، در ۴ دسامبر مراسم شمع‌خوانی برای گرامیداشت زندگی هستر برگزار شد. مرگ او منجر به الهام گرفتن ایده اولین روز بین‌المللی یادآوری تراجنسیتی‌ها شد که توسط گوندولین آن اسمیت، زن تراجنسیتی، آغاز شد.
- ۱۹۹۹: قتل پی‌اف‌سی بری وینچل به دلیل رفتن به قرار با کالپرنیا آدامز.
- ۱۹۹۹: اولین مراسم روز بین‌المللی یادآوری تراجنسیتی‌ها برای بزرگداشت قربانیان جنایات نفرت ضد تراجنسیتی، در ۲۰ نوامبر برگزار شد.
- ۲۰۰۲: مرکز حقوقی تراجنسیتی‌ها با هدف تغییر قوانین و نظرات در مورد افراد تراجنسیتی به طوری که آنها بتوانند زندگی بدون تبعیض بر اساس هویت جنسیتی داشته باشند، تأسیس شد.
- ۲۰۰۲: پروژه حقوقی سیلویا ریورا تأسیس شد - پروژه‌ای که خدمات حقوقی و آموزشی در جهت تغییر سیاست‌ها ارائه می‌دهد.
- ۲۰۰۹: اولین برگزاری روز بین‌المللی آشکارسازی تراجنسیتی در ۲۰ نوامبر. این روز توسط فعال تراجنسیتی راشل کراندال کراکر، فعال تراجنسیتی در میشیگان ایجاد شد تا به عنوان همتای مثبت روز یادآوری تراجنسیتی‌ها باشد، این روز برای ترنس‌های زنده جشن گرفته می‌شود و آگاهی را نسبت به مسائل تراجنسیتی افزایش می‌دهد.
- ۲۰۱۰: سیاست نیروی دفاعی استرالیا اصلاح شد تا به تراجنسیتی‌های استرالیایی اجازه دهد آشکارا خدمت کنند.

## رویدادها
شرکت‌کنندگان در هفته آگاهی تراجنسیتی رویدادهایی را سازماندهی می‌کنند که به عنوان فرصت‌های آموزشی جامعه عمل می‌کنند. یکی از رویدادهای احتمالی، نمایش فیلمی با مضمون ترنس است، مانند فیلم پاریس در حال سوختن است که فرهنگ بال همجنسگرایان و تراجنسیتی‌ها را در شهر نیویورک برجسته می‌کند. یکی دیگر از رویدادها، گفت‌وگوهای شخصی تراجنسیتی‌های محل و گفتن از مسائلی است که به دلیل هویت جنسیتی با آن مواجه هستند. «من هستم: ترنس‌ها صحبت می‌کنند» (به انگلیسی: I AM: Trans People Speak) مجموعه ای از ویدئوها در مورد شهادت‌دادن شخصی افراد تراجنسیتی است که می‌تواند به جای گفت‌وگو نمایش داده شود. رویدادهای دیگر حول صحبت در مورد کتاب‌های با مضمون تراجنسیتی یا مشاهده یک نمایش یا اجرای هنری با مضمون تراجنسیتی می‌تواند برگزار شود.
در سان فرانسیسکو، از سال ۲۰۱۸ توسط شهردار لاندن برید و مدیر دفتر ابتکارات تراجنسیتی‌ها، کلر فارلی، هفته آگاهی از تراجنسیتی به کل ماه نوامبر گسترش داده شد. در نوامبر ۲۰۱۹، تمام اعضای هیئت ناظران سانفرانسیسکو از اعضای جامعه ترنس تقدیر کردند.

## اطلاعات بیشتر و جنجال‌ها
مطالعه‌ای که توسط مؤسسه ویلیامز در سال ۲۰۱۶ انجام شد به این نتیجه رسید که ۰٫۶ درصد از جمعیت ایالات متحده (۱٫۴ میلیون نفر) خود را تراجنسیتی هویت‌یابی می‌کنند. در سال ۲۰۰۸، تنها ۸ درصد از آمریکایی‌ها گزارش دادند که فرد تراجنسیتی‌ای را می‌شناسند یا با آن‌ها کار می‌کنند. تا سال ۲۰۱۵، طبق نظرسنجی هریس، این میزان دو برابر شده و به ۱۶ درصد رسیده است، و تا سال ۲۰۲۱، طبق نظرسنجی پیو، این میزان به ۴۲ درصد رسیده است، اما هنوز هم بسیار کمتر از تعداد آمریکایی‌هایی است که فردی همجنس‌گرا را می‌شناسند (که طبق نظرسنجی پیو برابر با ۸۷٪ از آمریکایی‌ها در سال ۲۰۱۳ است).
افراد تراجنسیتی با مشکلات زیادی در جوامع مواجه می‌شوند که باعث احساس خطر و ناامنی را تجربه کنند. یک نظرسنجی نشان داد که ۵۰٪ از افراد تراجنسیتی گزارش داده‌اند که توسط شریکشان مورد تجاوز قرار گرفته یا آزار قرار گرفته‌اند و برخی تنها به صرف تراجنسیتی بودن به قتل رسیده‌اند. ترنس‌ها و حامیان رسماً با یکدیگر متحد شدند و با برگزاری تظاهرات علیه تبعیض نسبت به ترنس‌ها موضع گرفتند. هفته آگاهی ترنس‌ها در واکنش به این قتل‌ها و زندانی‌ها به منظور برجسته کردن چالش‌های پیش‌روی ترنس‌ها ایجاد شده.